# Moramam
Moramam is een bestuurslaag in het regentschap Alor van de provincie Oost-Nusa Tenggara, Indonesië. Moramam telt 1460 inwoners (volkstelling 2010).